# Schaefferia oaxacana
Schaefferia oaxacana är en urinsektsart som beskrevs av Palacios-Vargas och ?E. Thibaud 1985. Schaefferia oaxacana ingår i släktet Schaefferia och familjen Hypogastruridae. Inga underarter finns listade i Catalogue of Life.